# Ludovic de Foucaud
Pour les articles homonymes, voir Foucaud.
Ludovic de Foucaud est un homme politique français né le 26 août 1817 à Bréhand-Moncontour (Côtes-du-Nord, actuellement Côtes d'Armor) et décédé le 8 janvier 1872 à Versailles (Yvelines).

## Biographie
Ludovic Marie Prosper René de Foucaud est le fils de René de Foucaud, seigneur de Launay, maire de Bréhand, et de Marie Anne Latimier du Clésieux (sœur d'Augustin Latimier du Clésieux et d'Achille du Clésieux). Marié avec Amélie de La Lande de Calan, veuve d'Élysée Rouxel de Lescouët, il est le beau-père d'Hyacinthe de Gouzillon de Bélizal.
Riche propriétaire terrien, maire de Bréhand et de Moncontour, conseiller général du canton de Moncontour, il est représentant des Côtes-du-Nord de 1871 à sa mort.
Légitimiste, il siège à droite, vote pour la paix, pour les prières publiques, pour l'abrogation des lois d'exil et pour le pouvoir constituant de l'Assemblée.

## Sources
- « Ludovic de Foucaud », dans Adolphe Robert et Gaston Cougny, Dictionnaire des parlementaires français, Edgar Bourloton, 1889-1891 [détail de l’édition]